# Riccione
Riccione é uma comuna italiana da região da Emília-Romanha, província de Rimini, com cerca de 32.991 habitantes. Estende-se por uma área de 17 km², tendo uma densidade populacional de 1941 hab/km². Faz fronteira com Coriano, Misano Adriatico, Rimini.

## Demografia
| Variação demográfica do município entre 1861 e 2011                               |
|                                                                                   |
| Fonte: Istituto Nazionale di Statistica (ISTAT) - Elaboração gráfica da Wikipedia |